# Daniel Dubois (Eishockeyspieler)
Daniel Dubois (* 30. Oktober 1964) ist ein ehemaliger Schweizer Eishockeyspieler, der auf der Position des Verteidigers spielte.

## Karriere
Dubois spielte fünf Spielzeiten für den EHC Biel, mit dem er als grössten Erfolg jeweils einen dritten Platz in der Saison 1989/90 der Nationalliga A erreichte. 1996 wechselte er zum HC La Chaux-de-Fonds, wo er unter anderem mit Rob Cowie und Jan Alston in einem Team stand, allerdings im Endklassement den letzten Platz in der Liga belegte.

## Erfolge und Auszeichnungen
- 1996 Aufstieg in die Nationalliga A mit dem HC La Chaux-de-Fonds

## Karrierestatistik
(Legende zur Spielerstatistik: Sp oder GP = absolvierte Spiele; T oder G = erzielte Tore; V oder A = erzielte Assists; Pkt oder Pts = erzielte Scorerpunkte; SM oder PIM = erhaltene Strafminuten; +/− = Plus/Minus-Bilanz; PP = erzielte Überzahltore; SH = erzielte Unterzahltore; GW = erzielte Siegtore; 1 Play-downs/Relegation; Kursiv: Statistik nicht vollständig)